# Ósvör
Ósvör ou musée de la pêche de Bolungarvik est un faux port de pêche et situé à Bolungarvík, sur la côte Nord-Ouest de l'Islande, dans la région des Vestfirðir. Construit pour servir de lieu de tournage à des films documentaires, il est désormais devenu un musée en plein air.
Le musée présente la vie des pêcheurs en Islande jusqu'au début du XXe siècle, avec des reconstructions de cabanes de pêcheurs en pierre et en tourbe, autrefois utilisées pour abriter des bateaux à rames. Un modèle d'aviron traditionnel (olver) est également exposé. Un séchoir à poissons, où le produit de la pêche était salé pour en assurer la conservation, a été reconstitué.

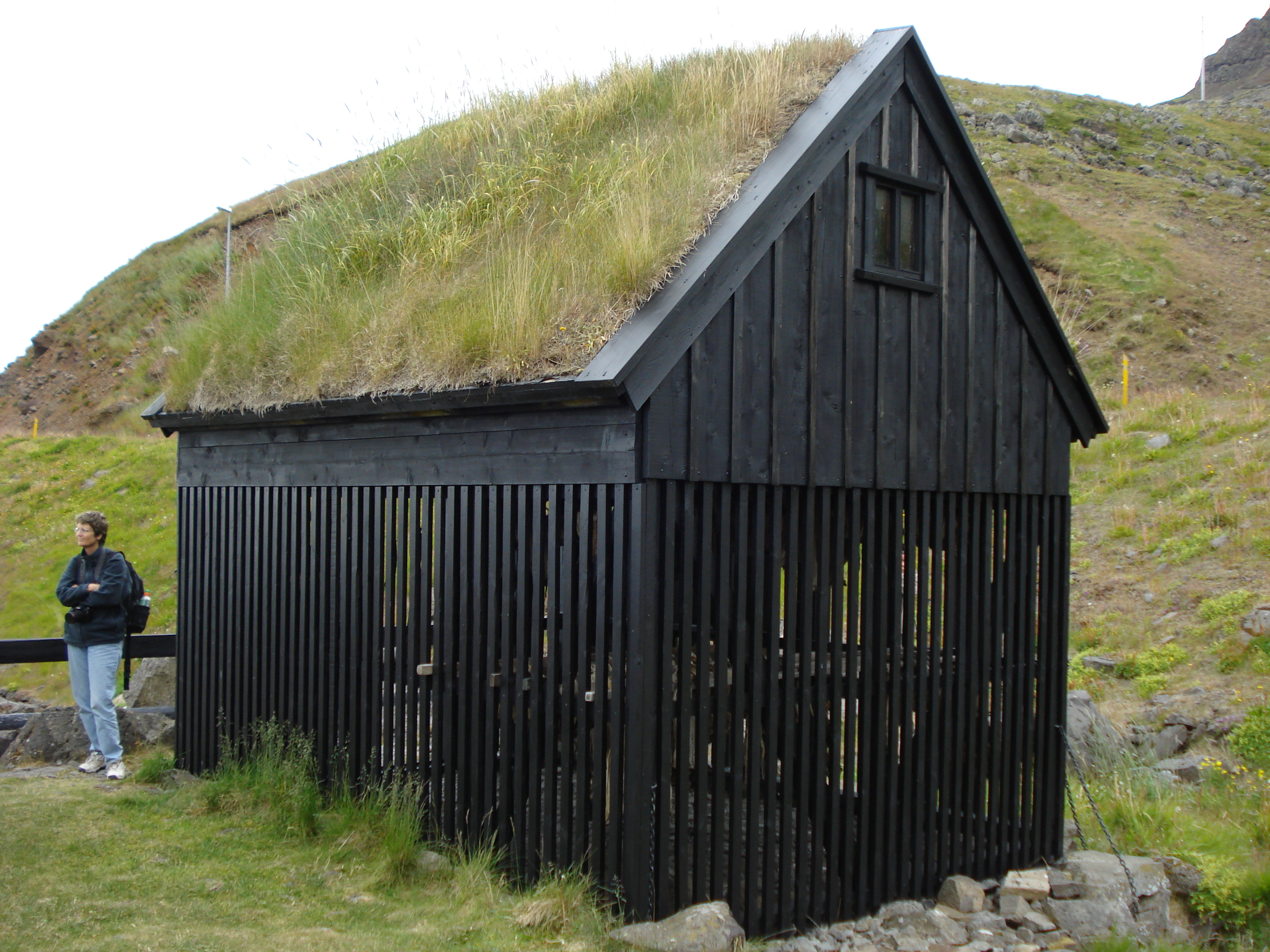
Un séchoir à poissons.

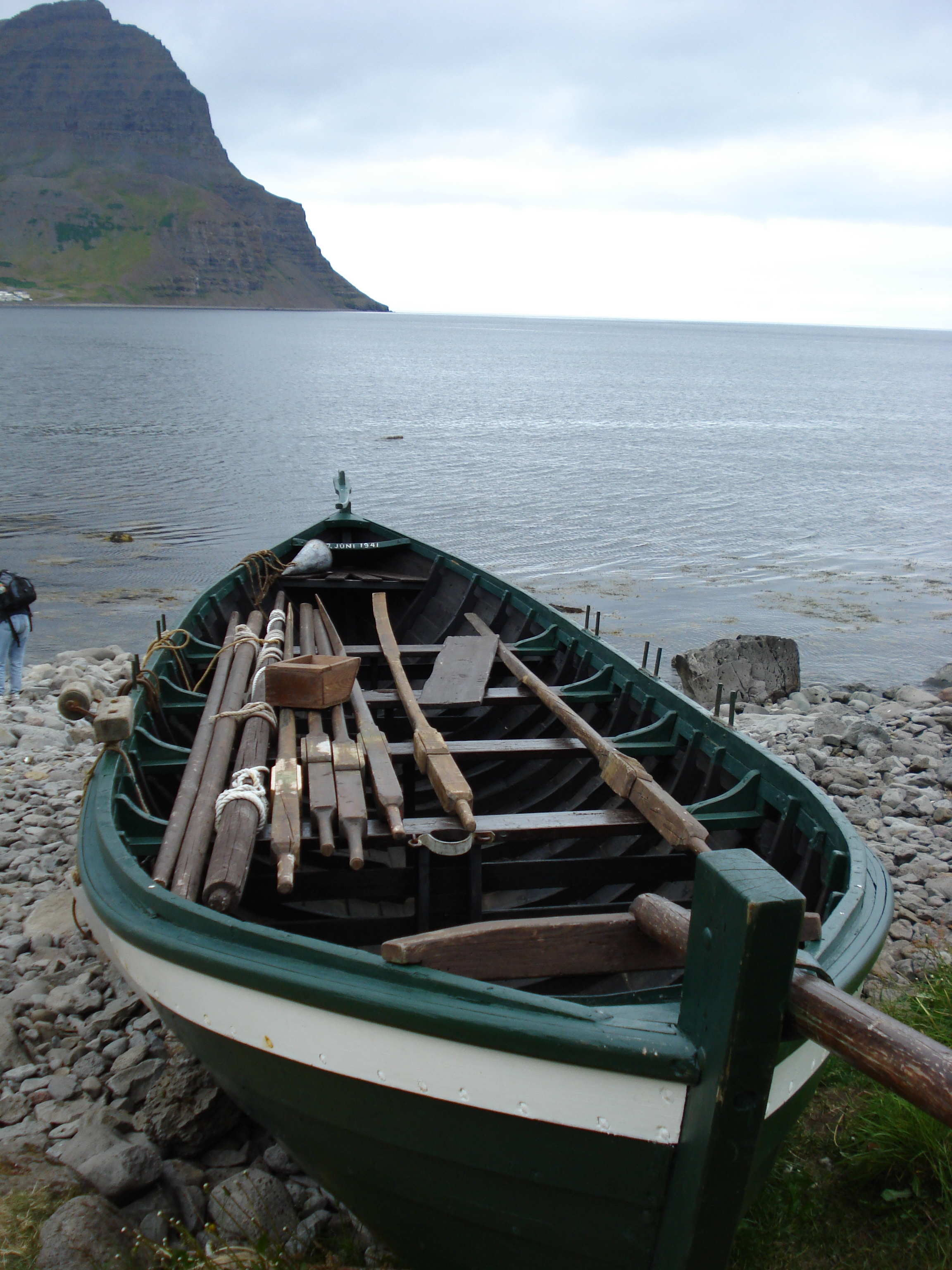
Bateau traditionnel de pêcheurs.